# Willy Fog na cestě kolem světa
Willy Fog na cestě kolem světa (španělsky La vuelta al mundo de Willy Fog, japonsky アニメ80日間世界一周) je španělsko-japonský animovaný seriál z roku 1984, inspirovaný románem Julese Verna Cesta kolem světa za 80 dní. Celkem bylo natočeno 26 dílů. Postavy a zápletka byla převzata z Verneova románu, ale hlavní hrdinové jsou zde vykresleni ve zvířecí podobě. Po celosvětovém úspěchu přibyly další dvě řady, které už ale nedosáhly obdobné popularity. Seriál vysílala v roce 1990 také Československá televize. Byl několikrát reprízován.

## Děj
Anglický obchodník Willy Fog se v Londýně vsadí s bankéřem Sullivanem o půlku svého jmění, že dokáže procestovat svět za 80 dnů a přesně ve stanoveném termínu se vrátit do Londýna. Vydá se na cestu, kde ho doprovázejí věrní přátelé Barnabáš a Chico (Čiko). Sullivan si ale najme zlého Chidlinga, aby Willymu Fogovi jeho cestu překazil. Hrdinové musejí na svém putování zdolat mnoho překážek. V patách jim je stále neúnavný Chidling a také dva policisté Scotland Yardu.

## Hlavní postavy
- Willy Fog (v českém znění Viktor Preiss) je anglický gentleman, který svou rozhodností a charismatem zvládá všechny překážky. I když se snaží ze všech sil vyhrát sázku, v těžkých chvílích se projeví jako opravdový přítel. Pro záchranu svých věrných druhů nejednou riskuje zpoždění na cestě, a tím pádem i prohru. Je kreslen jako lev.
- Barnabáš (v originále Rigodon, v českém znění Jiří Bruder) a Čiko (v originále Tico, v českém znění Inka Šecová) jsou dva nerozluční přátelé, kteří Willyho Foga doprovázejí a stále mu pomáhají. Barnabáš je kreslen jako kocour a Čiko zase jako křeček.
- Princezna Romy (v českém znění Eva Spoustová), přibude k cestovatelům později. Měla být upálena v indické džungli, poté co jí zemřel manžel. Tehdy ji Willy Fog zachránil život a Romy se k němu přidala. Je kreslena jako panter.
- Chidling (v originále Transfer, v českém znění Václav Postránecký) je zločinec, kterého najal Sullivan (v českém znění Jan Přeučil), aby zabránil Willymu Fogovi dosáhnout včas cíle cesty a vyhrát sázku. Chidling hrdiny neustále pronásleduje a vymýšlí stále nové překážky, často velmi nebezpečné. Navíc je to mistr převleků, takže se mu dlouho daří tajit svou pravou podobu. On a Sullivan jsou kresleni jako vlci.
- Inspektor Dix (v českém znění Stanislav Fišer) je snaživý policista, který díky nedorozumění považuje Willyho Foga za bankovního lupiče a chce ho zatknout a předat Scotland Yardu. Doprovází ho jeho asistent Bally (v českém znění Alexej Pyško). Později se ale oba s Willy Fogem spřátelí a společně s Ballym mu pomáhají. Dix je kreslen jako bígl a Baly jako buldok.

## Seznam dílů
| Řada | Díly | Premiéra ve Španělsku | Premiéra ve Španělsku | Česká premiéra  | Česká premiéra    |
| Řada | Díly | První díl             | Poslední díl          | První díl       | Poslední díl      |
| ---- | ---- | --------------------- | --------------------- | --------------- | ----------------- |
| 1    | 26   | 8. ledna 1984         | 15. července 1984     | 28. června 1990 | 13. prosince 1990 |

## Zajímavosti
- Písně bratrů De Angelisových, kteří k tomuto seriálu složili úvodní znělku, můžeme také slyšet ve společných filmech Buda Spencera a Terence Hilla.
- I když seriáloví hrdinové jsou vykreslováni jako zvířata (Willy Fog jako lev, princezna Romy jako kočka), například sloni jsou zde opravdovými zvířaty. Hrdinové na nich cestují přes Indii.
- Ve třetím díle, když Willy Fog projíždí v kočáře Paříž, zaujme zlý Chidling násilím místo kočího a změní směr jízdy. Barnabáš se za ním vydá a oba zápasí na střeše kočáru. Willy Fog, jinak neohrožený a vždy připraven zasáhnout, sedí celou dobu uvnitř kočáru na svém místě. Tato vážná situace ho nechává překvapivě zcela klidným. Toto je snad jediná podivnost v jeho chování, v dalších dílech již řeší překážky se zaujetím.
- V pokračování seriálu, nazvaném Willy Fog na cestě za dobrodružstvím, nahradil dabéra Jiřího Brudera v roli Barnabáše náhle (uprostřed série) Ladislav Potměšil.
- Příběh se odehrává v letech 1876–1879, ale Eiffelova věž byla postavena až roku 1889.